# Христиансен, Георгий Борисович
Георгий Борисович Христиансен (1927—2000) — российский физик, академик РАН (1997).

## Биография
Работал в МГУ и НИИЯФ МГУ (1960—1980 гг. — зав. лабораторией, 1980—1997 гг. — зав. отделом). Профессор МГУ с 1969 г.
Специалист в области физики космических лучей и физики высоких энергий.
Под его руководством созданы крупномасштабные установки для исследования широких атмосферных ливней (ШАЛ) космических лучей сверхвысоких энергий в Московском и Самаркандском университетах, он один из создателей гигантской установки в Якутске. Предложил и разработал новый эффективный метод исследования продольного развития индивидуальных лавин в атмосфере, исследуя форму импульса черенковского излучения, нашедший широкое применение в России и за рубежом.
При изучении широких атмосферных ливней космических лучей совместно с Г. В. Куликовым получил принципиально новый результат: резкое изменение (излом) первичного энергетического спектра при энергии около 3·1015 эВ. Подтверждённый в дальнейшем во многих лабораториях мира этот результат имеет фундаментальное значение для физики космических лучей и астрофизики. Предложил новый метод изучения массового состава первичных космических лучей по данным о флуктуациях потоков мюонов, с помощью которого впервые экспериментально доказал утяжеление состава при энергиях выше излома.
Выполнил приоритетные работы по исследованию радиоизлучения широких атмосферных ливней и доказательству его когерентности и геомагнитной природы, работы по исследованию нарушения скейлинга в адронных взаимодействиях при сверхвысоких энергиях, экспериментальное доказательство существования частиц с энергией 1019—1020 эВ (совместно с Н. Н. Калмыковым).
Создал школу по физике космических лучей сверхвысоких энергий. Академик c 29.05.1997 г. — Отделение ядерной физики. Ломоносовская премия (1989).
Лауреат Государственной премии УССР в области науки и техники (1971).
Умер в 2000 году. Похоронен на Введенском кладбище (3 уч.).